# Chapelle Sainte-Marie de Gudja
La chapelle Sainte-Marie (en maltais Kappella ta 'Santa Marija) est située dans la ville de Gudja, à Malte. La chapelle est inscrite à l'Inventaire national des biens culturels des Îles maltaises.

## Historique

### DuXVeauXXesiècle
La chapelle Sainte-Marie fut construite au XVe siècle, probablement en 1430. En 1436, l'évêque Senatore de Mello a mentionné la chapelle parmi les douze paroisses existantes.
En 1512, l'arrière de la chapelle a été démolie et les pierres ont été utilisées pour la construction de l'église actuelle. La chapelle a servi d'église paroissiale jusqu'en 1676, année de la construction de l'église paroissiale actuelle, l'église de l'Assomption. Un beffroi a été ajouté au XVIe siècle.
À l’arrivée des Chevaliers de Saint-Jean, un capitaine fut nommé pour défendre la région de Bir Miftuħ, puis, en 1565, lors du Grand Siège de Malte, l'église fut profanée par les envahisseurs turcs. La légende dit que, pour préserver les trésors de l'église, y compris les cloches, des envahisseurs, le peuple les cacha dans les tombeaux de l'église.
En 1655, les habitants de Gudja décidèrent de construire une nouvelle chapelle au centre du village, qui fut inaugurée en 1676.
En 1830, Bettina Muscat Cassia D’Aurel a entrepris la restauration de la chapelle. Le 9 avril 1942, le plafond de l'église s'est effondré à la suite d'un raid aérien durant la Seconde Guerre mondiale et fut de nouveau restaurée par le curé de la paroisse de Gudja. Toutefois, elle fut abandonnée jusqu'en 1970, date à laquelle elle a été confiée à la fondation nationale Din l-Art Ħelwa. En 1973, la fondation, parrainée par l'aéroport international de Malte, commença à restaurer cette chapelle qui s'est terminée en 2004.

### Époque contemporaine
Le Din l-Art Ħelwa est l'organisation officielle chargée de veiller à la conservation de la chapelle.

## Architecture

### Architecture extérieure
La chapelle est construite selon un plan rectangulaire qui mesure environ onze mètres sur quatorze, même si son plan, à l'origine, était en forme de croix.

### Architecture intérieure
La peinture sur bois de l'autel date du XVIe siècle et représente le Père tenant un crucifix entouré d'anges. Sous le crucifix se tient la Vierge Marie tenant l'Enfant Jésus entouré de saint Pierre et saint Paul
Des fresques du XVIe siècle ont été découvertes récemment entre 1978 et 1980, notamment sur le mur intérieur occidental sous six couches de chaux. Il ne reste que certaines parties des fresques, même s'il est clair qu'il s'agit du Jugement dernier.
Le niveau supérieur montre les Apôtres et sainte Marie avec le Christ au centre. Différents saints et personnages sont également représentés. Le deuxième étage montre les condamnés entraînés dans les feux de l'enfer par des démons avec cornes, des queues et des pieds palmés. À gauche, on distingue l'aile d'un ange et le dos d'un fidèle attiré vers Dieu et la Vierge Marie. L'expulsion d'Adam et Eve du Jardin d'Éden est représentée dans la partie inférieure. Sur le mur nord se trouve une fresque représentant une femme, vêtue d'un costume typique du XVIe siècle, tenant un lys dans une main et montrant le peintre de l'autre. Les fresques ont été restaurées par George Farrugia.

## Musique
Chaque année, le Din l-Art Ħelwa y organise chaque printemps un festival de musique.